# Sempre Livre (absorvente)
Sempre Livre é uma marca de absorventes da empresa Johnson & Johnson, lançada no mercado brasileiro em 1974. Nos países da América do Norte o produto é comercializado sob a marca Stayfree.

## História
A Sempre Livre foi lançada no mercado brasileiro em 1974, segundo a empresa, "inaugurando a categoria de absorventes higiênicos no Brasil".
Em 2021, foi o absorvente mais vendido no Brasil, disponibilizado em 10 versões diferentes, entre eles com e sem abas, para uso diurno ou noturno, entre outros.